# Sainte-Osmane
Sainte-Osmane is een plaats en voormalige gemeente in het Franse departement Sarthe in de regio Pays de la Loire en telt 154 inwoners (1999). De plaats maakt deel uit van het arrondissement Mamers. Sainte-Osmane is op 1 januari 2019 gefuseerd met de gemeente Évaillé tot de gemeente Val-d'Étangson. 

## Geografie
De oppervlakte van Sainte-Osmane bedraagt 11,6 km², de bevolkingsdichtheid is 13,3 inwoners per km².
De onderstaande kaart toont de ligging van Sainte-Osmane met de belangrijkste infrastructuur en aangrenzende gemeenten.

## Demografie
Onderstaande figuur toont het verloop van het inwonertal (bron: INSEE-tellingen).